# Runkel
Runkel ist eine Stadt im mittelhessischen Landkreis Limburg-Weilburg.

## Geographie

### Geographische Lage

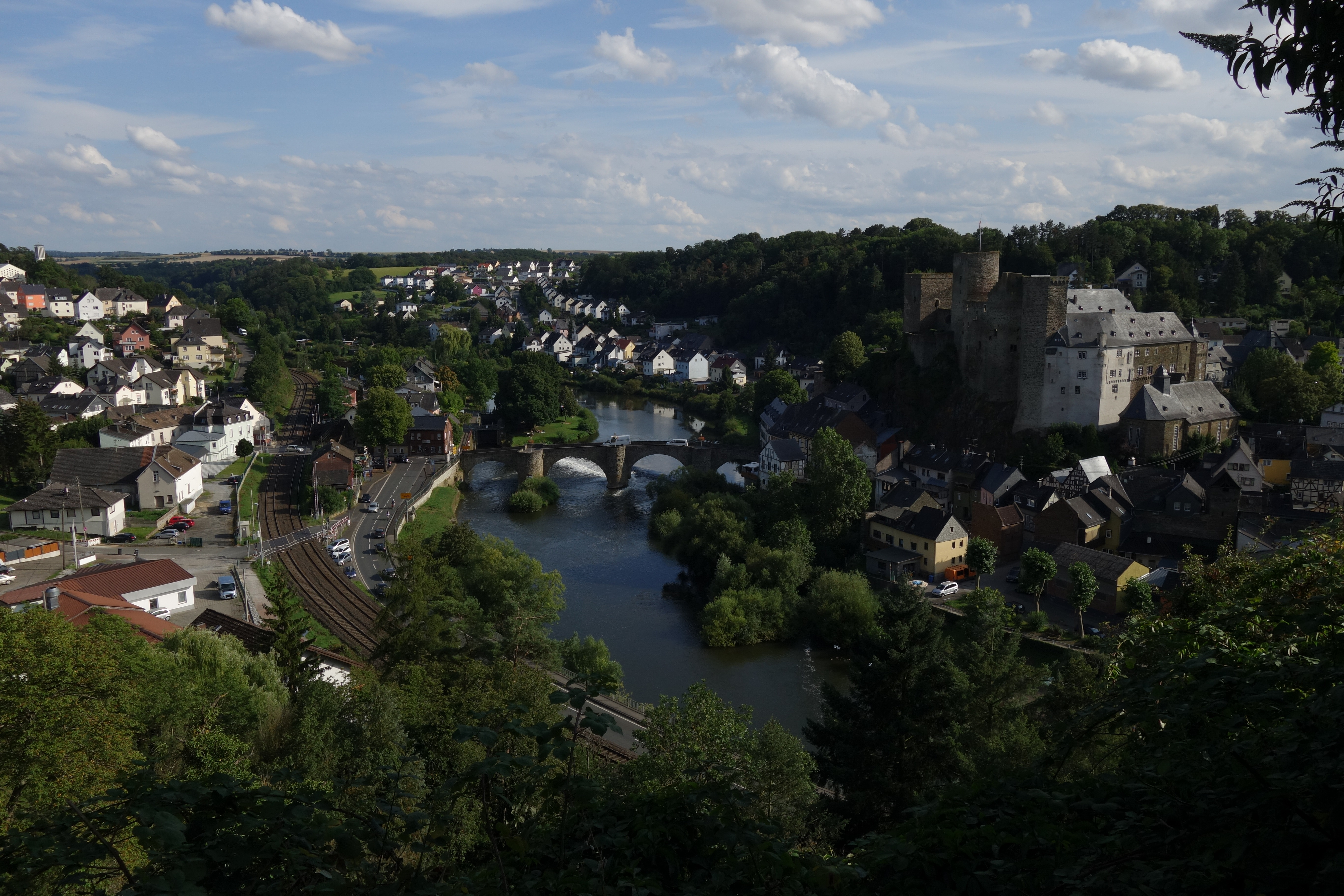
Blick vom Aussichtspunkt bei Burg Schadeck auf Runkel

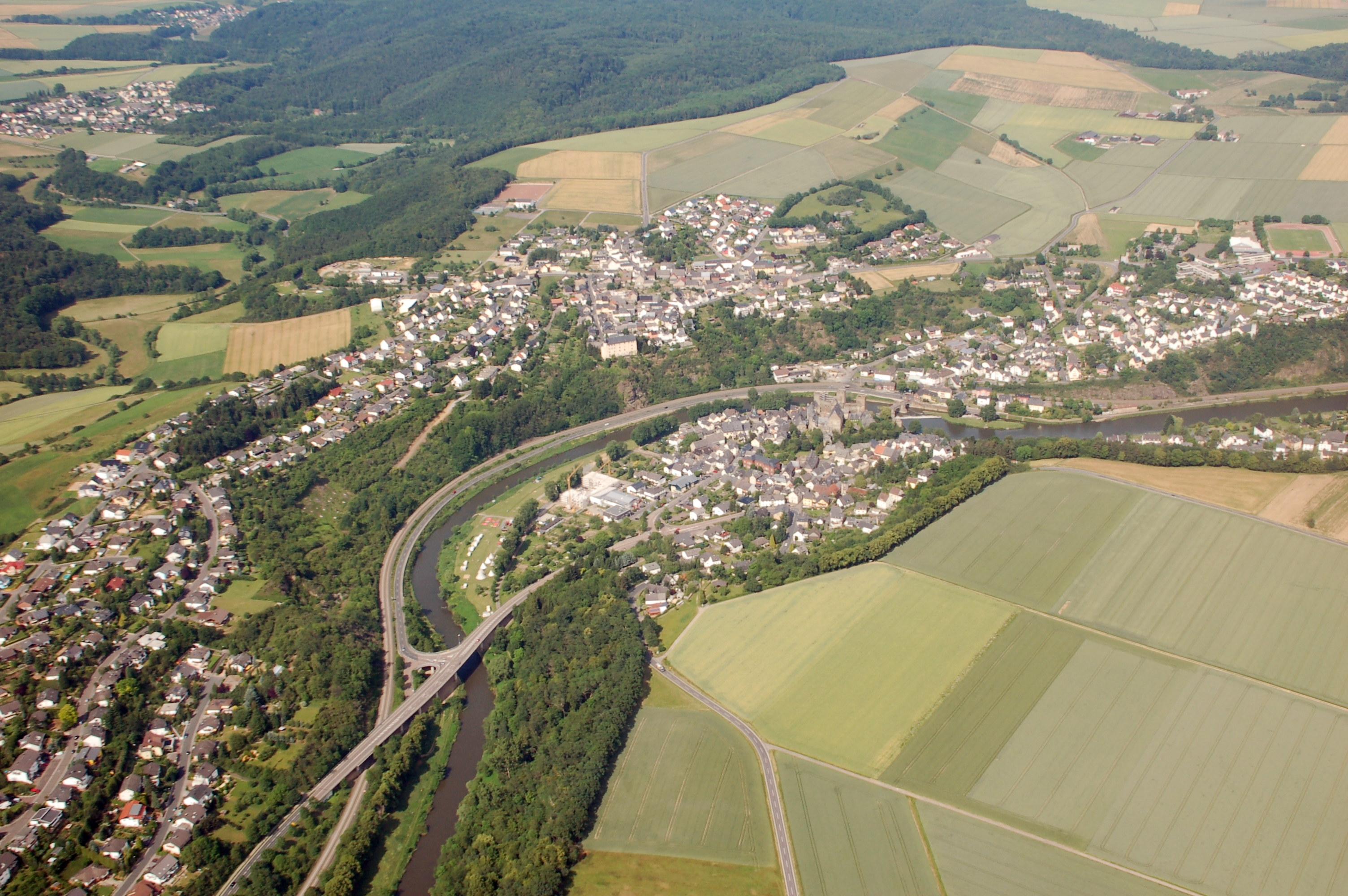
Luftaufnahme 2007, aus Richtung Süden

Runkel liegt im Lahntal auf beiden Seiten des Flusses zwischen Westerwald und Taunus, im Osten des Limburger Beckens, rund acht Kilometer östlich von der Kreisstadt Limburg. Der größte Teil des bebauten Stadtgebiets sowie die Altstadt liegen linkslahnisch innerhalb einer nach Norden ausgestülpten Flussbiegung. Die rechtslahnischen, nördlichen Stadtteile sind seit dem 19. Jahrhundert entstanden. Im Nordosten ist die Wohnbebauung mit der des Nachbarstadtteils Schadeck verschmolzen. Weiter westlich werden die beiden Orte von einem Steilhang getrennt. Im Westen schließt sich das Industriegebiet Kerkerbach an, das wiederum unmittelbar an ein Neubaugebiet des Stadtteils Steeden übergeht. Hier fließen die beiden Bäche Kerkerbach und Tiefenbach der Lahn zu. Im 20. Jahrhundert ist die Stadt insbesondere nach Nordosten und Osten gewachsen.
Die Gemarkung der Kernstadt besteht aus zwei nicht miteinander verbundenen Teilen. Der größere, in dem das bebaute Stadtgebiet liegt, bildet einen breiten Ausläufer nach Osten und ragt mit einem dünnen Steg beidseitig der Lahn nach Westen. Im Westen grenzt die Gemarkung an Ennerich, im Nordwesten an Steeden, im Norden und Nordosten an Schadeck, allesamt Stadtteile. Im Südosten und Süden schließt sich die Kerngemeinde von Villmar an, im Südwesten der Limburger Stadtteil Lindenholzhausen. Der zweite Teil der Gemarkung umfasst ein großes, geschlossenes Waldgebiet, streckt sich in Südwest-Nordost-Richtung und befindet sich einige Kilometer nordöstlich der Stadt. Er grenzt im Uhrzeigersinn von Westen an Eschenau, Hofen, Schadeck und Arfurt, im Südosten an den Villmarer Ortsteil Seelbach, im Nordosten an den Runkeler Stadtteil Wirbelau und im Norden an den Beselicher Ortsteil Schupbach.

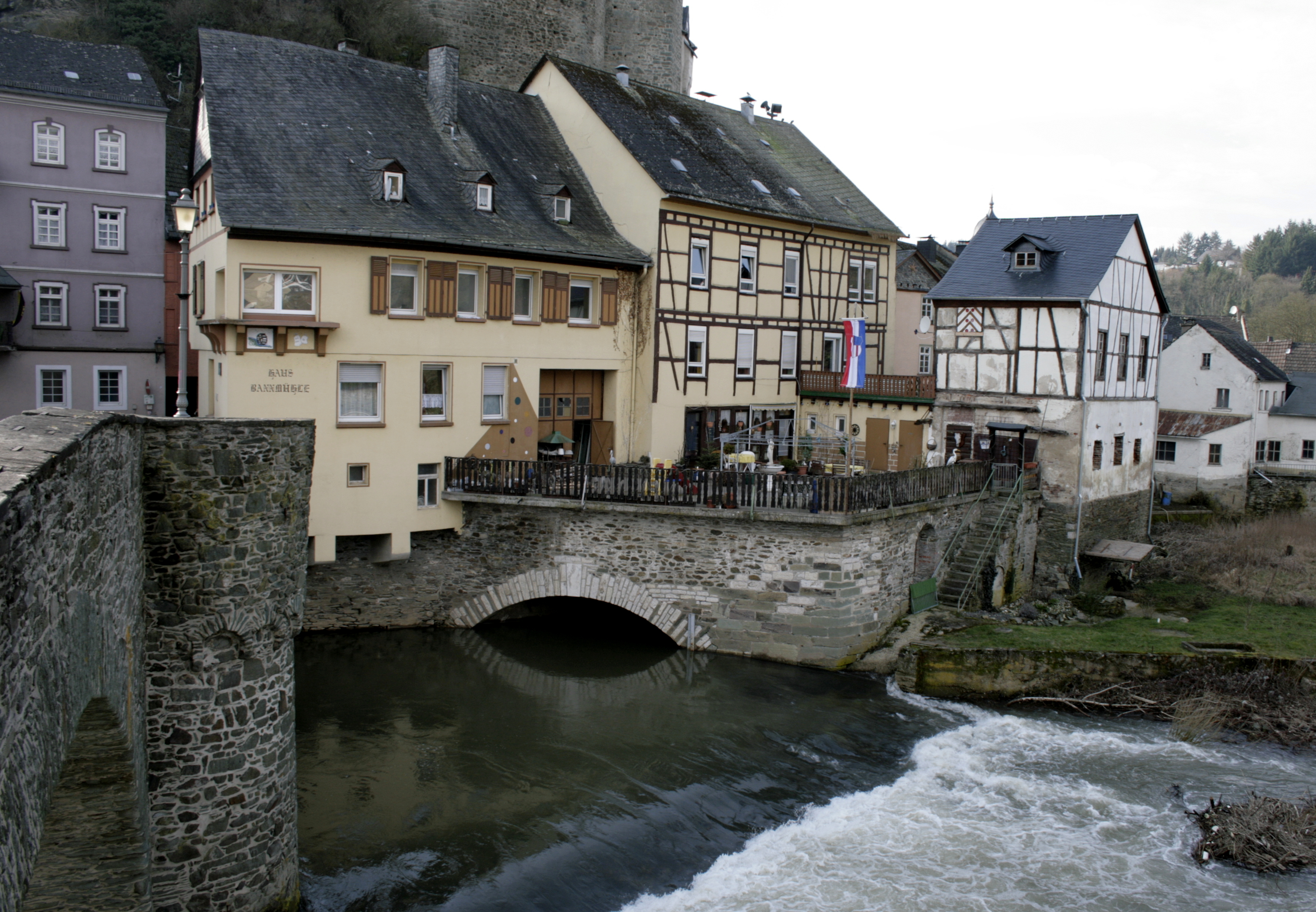
Bannmühle an der Lahnbrücke

Der Stadtkern liegt unmittelbar am Lahnufer sowie an den steilen Hängen nördlich und südlich des Flusses. Der größte Teil der Gemarkung erstreckt sich über die Ebene südlich der Lahn zwischen 160 und 180 Metern Höhe. Der tiefste Punkt am Lahnufer liegt bei rund 110 Metern Höhe. Der höchste Punkt des abgetrennten Gemarkungsteils im Nordosten liegt bei rund 255 Metern. Die Fläche des südlichen Gemarkungsteils besteht hauptsächlich aus landwirtschaftlich genutzter Fläche, dazu die bewaldeten Auen der Lahn und einiger Seitenbäche. Dazu kommt der mit Büschen bewachsene Steilhang zwischen Runkel und Schadeck. Der abgetrennte Gemarkungsteil im Nordosten ist fast vollständig von Mischwald bewachsen.

### Nachbargemeinden
Die Stadt Runkel grenzt im Norden an die Gemeinde Beselich und die Stadt Weilburg, im Osten an die Gemeinden Weinbach und Villmar, sowie im Süden und Westen an die Kreisstadt Limburg.

### Stadtgliederung
Die Stadt besteht aus neun Stadtteilen.
| Stadtteil | Ew. 1910 | Ew. 1961 | Ew. 1970 | Ew. 2005 | Ew. 2008 | Ew. 2021 | Tag der Eingemeindung |
| --------- | -------- | -------- | -------- | -------- | -------- | -------- | --------------------- |
| Arfurt    | 650      | 911      | 858      | 939      | 915      | 834      | 31. Dezember 1970     |
| Dehrn     | 1061     | 1871     | 1928     | 2295     | 2307     | 2204     | 01. Juli 1974         |
| Ennerich  | 317      | 445      | 538      | 865      | 852      | 813      | 01. Dezember 1970     |
| Eschenau  | 214      | 285      | 265      | 320      | 273      | 271      | 31. Dezember 1970     |
| Hofen     | 292      | 373      | 392      | 435      | 440      | 414      | 31. Dezember 1970     |
| Runkel    | 1109     | 1687     | 1782     | 1655     | 1671     | 1769     | −                     |
| Schadeck  | 502      | 650      | 715      | 1112     | 1079     | 1073     | 01. Dezember 1970     |
| Steeden   | 696      | 1223     | 1352     | 1550     | 1526     | 1368     | 01. Dezember 1970     |
| Wirbelau  | 516      | 615      | 669      | 803      | 803      | 788      | 31. Dezember 1970     |

## Geschichte

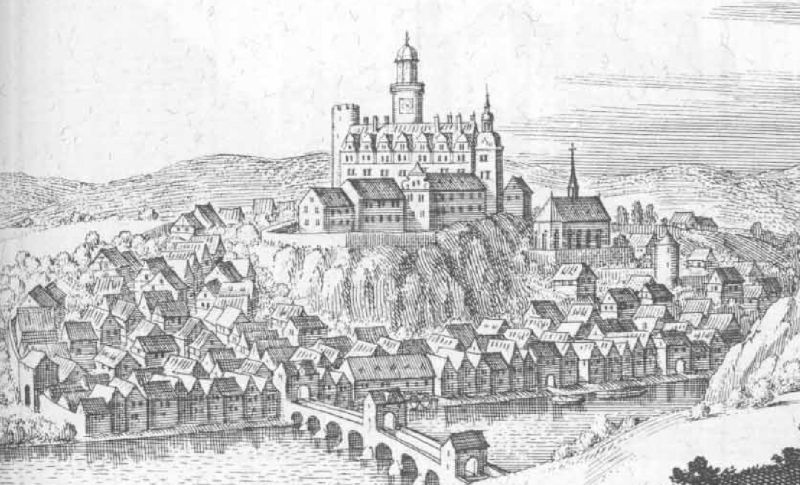
Runkel – Auszug aus der Topographia Hassiae von Matthäus Merian 1655

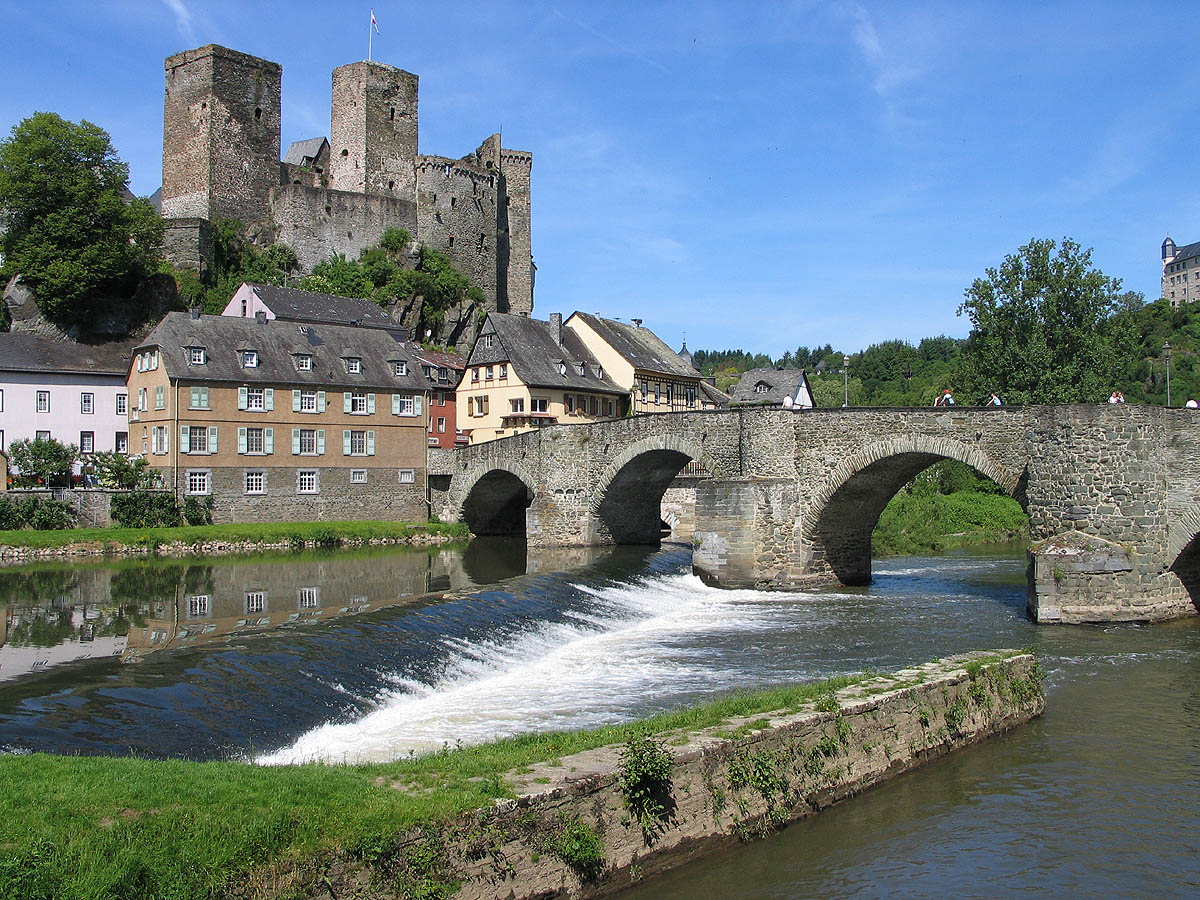
Die Burg von Runkel über der Lahn

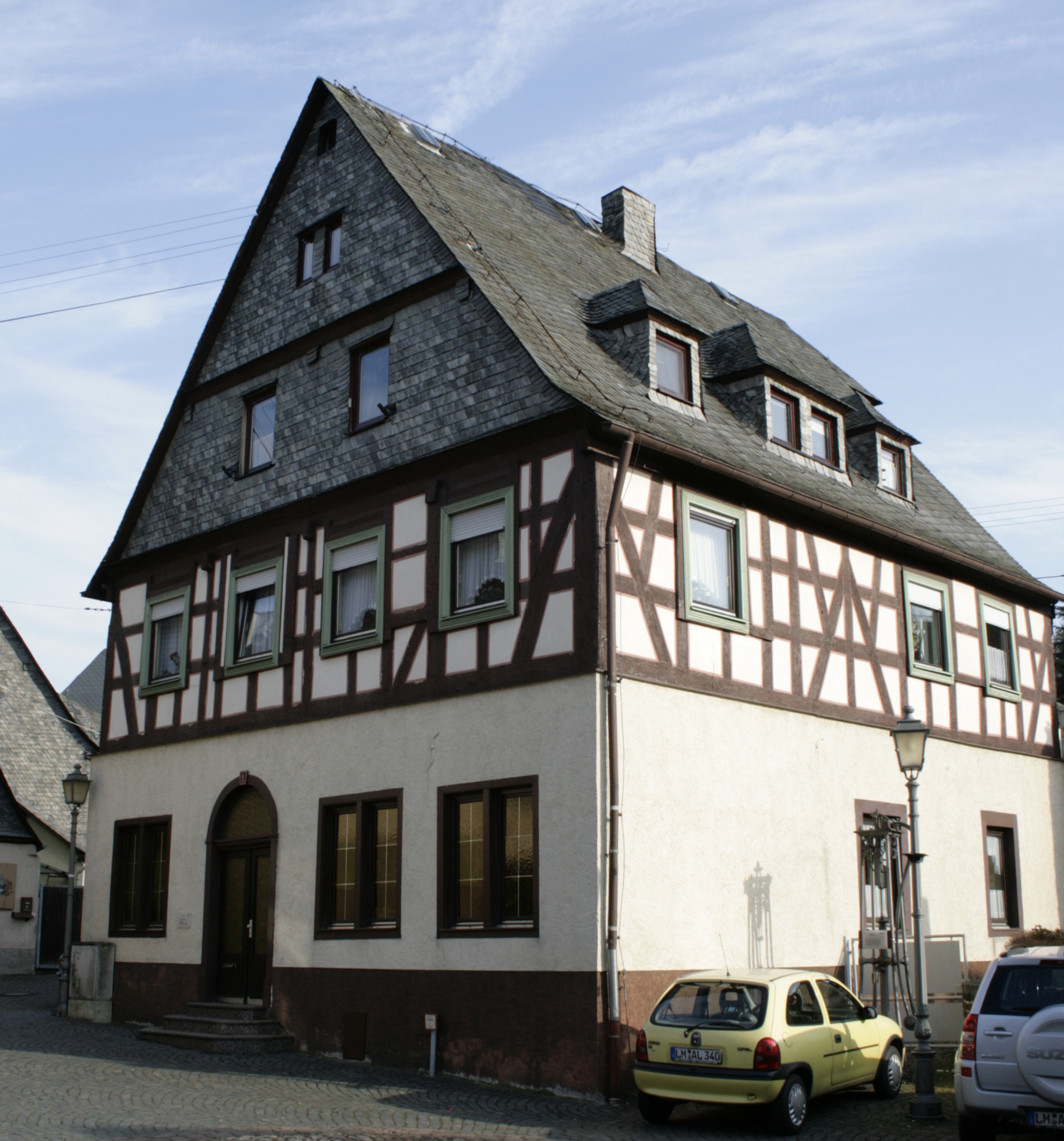
Altes Rathaus von 1596 am Schlossplatz

### Ortsgeschichte
Ein bei Runkel entdecktes Reihengräberfeld deutet auf eine in der Merowingerzeit bestehende Besiedlung hin. Die erste urkundliche Erwähnung der Stadt erfolgte im Jahr 1159 in einer Belehnungsurkunde, in der ein Edelherr Siegfried von Runkel als Zeuge auftritt. Vermutlich war dieser Siegfried der Erbauer der Burg Runkel. Spätestens im Jahr 1230 besaß die Burg eine Kapelle, die damit der erste Runkeler Kirchenbau war. Im Jahr 1288 wurden die Herrschaften Runkel und Westerburg nach jahrelangem Familienstreit getrennt. Das heute noch bestehende Lahnwehr wurde im 11. oder 12. Jahrhundert zum Betreiben einer Mühle angelegt. 1440 begann der Bau der Lahnbrücke, der wegen Auseinandersetzungen zwischen der Runkeler und der Westerburger Linie bis 1448 dauerte.
Im Jahr 1543 beherbergte die Burg Runkel Philipp Melanchthon als Gast des Grafen Johann IV. von Wied. 1568 wurde die Reformation eingeführt. 1622 kam es zu einer erneuten Familienspaltung, als Graf Hermann II. zu Wied seinen jüngeren Bruder Philipp Ludwig aus der Herrschaft und von der Burg Runkel vertrieb. 1634 wurden Stadt und Burg im Dreißigjährigen Kriege von Truppen des Grafen Isolani weitgehend zerstört. 1649 folgte der Wiederaufbau der Wohngebäude der Burg als Schlossanlage. Die ersten Anordnungen der Verhütung eines Brandes im Zusammenhang mit häuslichen Feuerstätten in Textform im Kurfürstentum Trier vom 9. Mai 1721 führten auch im heutigen Stadtteil Arfurt zu erheblichen Verbesserungen der Bauweise der Gebäude. 1791 erhielt Friedrich Ludwig, der Letzte der Linie Wied-Runkel, die Fürstenwürde. Im Juni 1796 kam es in Runkel zu Straßenkämpfen, als Truppen des Landgrafen von Hessen-Darmstadt Besatzungssoldaten des revolutionären Frankreich aus der Stadt vertrieben.
Im Jahr 1806 fiel der rechtslahnische Teil der Herrschaft Runkel, und damit auch der rechtslahnische Teil der Stadt Runkel, an das von Napoleon errichtete Großherzogtum Berg. Nach dem Wiener Kongress kam das Amt Runkel an das Herzogtum Nassau. 1824 erlosch mit dem Tod von Fürst Friedrich Ludwig die Wied-Runkelsche Linie. Damit fielen Herrschaft und Stadt Runkel an Wied-Neuwied.
Weinbau ist in Runkel ab 1270 nachgewiesen. Im Jahr 1929 wurde der Anbau wegen des Befalls durch die Reblaus und eines kalten Winters aufgegeben. Zuletzt umfasste die Anbaufläche 35 Hektar. 1860 wurde die erste Runkeler Sparkasse unter dem Namen „Vorschuss-Verein“ gegründet. Seit 1914 gibt es eine zentrale Wasserversorgung im Stadtgebiet.
Bergbau war spätestens ab dem 18. Jahrhundert ein wichtiger Wirtschaftsfaktor; die Grube Georg-Joseph bei Wirbelau war 160 Jahre lang eine der größten Erzgruben im Lahngebiet.
Die Katholiken der Stadt Runkel pilgern seit vielen Jahrzehnten zur Wallfahrtskapelle Maria Hilf in Beselich und geben dort ihren Glauben kund.
Gebietsreform in Hessen (1970–1977)
Im Zuge der Gebietsreform in Hessen fusionierten die bis dahin selbstständigen Gemeinden Steeden, Ennerich und Schadeck am 1. Dezember 1970 und Arfurt, Eschenau, Hofen und Wirbelau am 31. Dezember 1970 mit der Stadt Runkel. Die diesbezügliche offizielle Urkunde des Landes Hessen übergab Landrat Alfred Schneider im „Roten Salon“ des Hotels „Lord“ in Weilburg. Die Gemeinde Dehrn wurde am 1. Juli 1974 durch Landesgesetz eingemeindet. Für die eingegliederten Gemeinden sowie für die Kernstadt wurde je ein Ortsbezirk mit Ortsbeirat und Ortsvorsteher nach der Hessischen Gemeindeordnung gebildet.
Der am frühesten erwähnte heutige Stadtteil ist Ennerich; es ist in einer Urkunde von 790 verbürgt.

### Verwaltungsgeschichte im Überblick
Die folgende Liste zeigt die Staaten und Verwaltungseinheiten, denen Runkel angehört(e):
- vor 1806: Heiliges Römisches Reich, Grafschaft (seit 1791 Fürstentum) zu Wied-Runkel, Amt oder Herrschaft Runkel
- 1806–1813: Großherzogtum Berg, Département Sieg, Arrondissement Dillenburg, Kanton Runkel (ab 1811 Kanton Hadamar)
- 1813–1815: Fürstentum Oranien-Nassau, Amt Runkel
- ab 1816: Herzogtum Nassau, Amt Runkel
- ab 1849: Herzogtum Nassau, Kreisamt Limburg
- ab 1854: Herzogtum Nassau, Amt Runkel
- ab 1867: Königreich Preußen, Provinz Hessen-Nassau, Regierungsbezirk Wiesbaden, Oberlahnkreis
- ab 1871: Deutsches Reich, Königreich Preußen, Provinz Hessen-Nassau, Regierungsbezirk Wiesbaden, Oberlahnkreis
- ab 1918: Deutsches Reich (Weimarer Republik), Freistaat Preußen, Provinz Hessen-Nassau, Regierungsbezirk Wiesbaden, Oberlahnkreis
- ab 1944: Deutsches Reich, Freistaat Preußen, Provinz Nassau, Oberlahnkreis
- ab 1945: Deutsches Reich, Amerikanische Besatzungszone, Groß-Hessen, Regierungsbezirk Wiesbaden, Oberlahnkreis
- ab 1946: Deutsches Reich, Amerikanische Besatzungszone, Hessen, Regierungsbezirk Wiesbaden, Oberlahnkreis
- ab 1949: Bundesrepublik Deutschland, Hessen, Regierungsbezirk Wiesbaden, Oberlahnkreis
- ab 1968: Bundesrepublik Deutschland, Hessen, Regierungsbezirk Darmstadt, Oberlahnkreis
- ab 1974: Bundesrepublik Deutschland, Hessen, Regierungsbezirk Darmstadt, Landkreis Limburg-Weilburg
- ab 1981: Bundesrepublik Deutschland, Hessen, Regierungsbezirk Gießen, Landkreis Limburg-Weilburg

## Bevölkerung

### Einwohnerstruktur 2011
Nach den Erhebungen des Zensus 2011 lebten am Stichtag dem 9. Mai 2011 in Runkel 9691 Einwohner. Nach dem Lebensalter waren 1779 Einwohner unter 18 Jahren, 3990 zwischen 18 und 49, 2091 zwischen 50 und 64 und 1830 Einwohner waren älter. Unter den Einwohnern waren 518 (5,3 %) Ausländer, von denen 148 aus dem EU-Ausland, 281 aus anderen europäischen Ländern und 90 aus anderen Staaten kamen. (Bis zum Jahr 2020 erhöhte sich die Ausländerquote auf 7,9 %.) Die Einwohner lebten in 4017 Haushalten. Davon waren 1092 Singlehaushalte, 1227 Paare ohne Kinder und 1320 Paare mit Kindern, sowie 309 Alleinerziehende und 69 Wohngemeinschaften. In 765 Haushalten lebten ausschließlich Senioren und in 2736 Haushaltungen lebten keine Senioren.

### Einwohnerentwicklung
| Runkel: Einwohnerzahlen von 1834 bis 2020 | Runkel: Einwohnerzahlen von 1834 bis 2020 | Runkel: Einwohnerzahlen von 1834 bis 2020 | Runkel: Einwohnerzahlen von 1834 bis 2020 | Runkel: Einwohnerzahlen von 1834 bis 2020 |
| --- | ----------------------------------------- | ----------------------------------------- | ----------------------------------------- | ----------------------------------------- |
| Jahr |                                           |                                           |                                           | Einwohner                                 |
| 1834 | 1834                                      |                                           | 968                                       | 968                                       |
| 1840 | 1840                                      |                                           | 1.004                                     | 1.004                                     |
| 1846 | 1846                                      |                                           | 1.096                                     | 1.096                                     |
| 1852 | 1852                                      |                                           | 1.140                                     | 1.140                                     |
| 1858 | 1858                                      |                                           | 1.127                                     | 1.127                                     |
| 1864 | 1864                                      |                                           | 1.190                                     | 1.190                                     |
| 1871 | 1871                                      |                                           | 1.135                                     | 1.135                                     |
| 1875 | 1875                                      |                                           | 1.124                                     | 1.124                                     |
| 1885 | 1885                                      |                                           | 1.142                                     | 1.142                                     |
| 1895 | 1895                                      |                                           | 1.053                                     | 1.053                                     |
| 1905 | 1905                                      |                                           | 1.108                                     | 1.108                                     |
| 1910 | 1910                                      |                                           | 1.109                                     | 1.109                                     |
| 1925 | 1925                                      |                                           | 1.101                                     | 1.101                                     |
| 1939 | 1939                                      |                                           | 1.098                                     | 1.098                                     |
| 1946 | 1946                                      |                                           | 1.721                                     | 1.721                                     |
| 1950 | 1950                                      |                                           | 1.736                                     | 1.736                                     |
| 1956 | 1956                                      |                                           | 1.688                                     | 1.688                                     |
| 1961 | 1961                                      |                                           | 1.687                                     | 1.687                                     |
| 1967 | 1967                                      |                                           | 1.807                                     | 1.807                                     |
| 1970 | 1970                                      |                                           | 6.571                                     | 6.571                                     |
| 1972 | 1972                                      |                                           | 6.635                                     | 6.635                                     |
| 1975 | 1975                                      |                                           | 8.570                                     | 8.570                                     |
| 1985 | 1985                                      |                                           | 8.819                                     | 8.819                                     |
| 1990 | 1990                                      |                                           | 9.156                                     | 9.156                                     |
| 1995 | 1995                                      |                                           | 9.447                                     | 9.447                                     |
| 2000 | 2000                                      |                                           | 9.741                                     | 9.741                                     |
| 2005 | 2005                                      |                                           | 9.759                                     | 9.759                                     |
| 2010 | 2010                                      |                                           | 9.522                                     | 9.522                                     |
| 2011 | 2011                                      |                                           | 9.691                                     | 9.691                                     |
| 2015 | 2015                                      |                                           | 9.561                                     | 9.561                                     |
| 2020 | 2020                                      |                                           | 9.351                                     | 9.351                                     |
| Datenquelle: Historisches Gemeindeverzeichnis für Hessen: Die Bevölkerung der Gemeinden 1834 bis 1967. Wiesbaden: Hessisches Statistisches Landesamt, 1968. Weitere Quellen: LAGIS; 1972;Hessisches Statistisches Informationssystem; Zensus 2011 Ab 1970 einschließlich der im Zuge der Gebietsreform in Hessen eingegliederten Orte. |                                           |                                           |                                           |                                           |

### Historische Religionszugehörigkeit
| • 1885: | 1018 evangelische (= 89,14 %), 98 katholische (= 8,58 %), 25 jüdische (= 2,19 %), ein anderes christliche-konfessioneller Einwohner |
| • 1961: | 1178 evangelische (= 69,83 %) und 482 katholische (= 28,57 %) Einwohner                                                             |
| • 1987: | 3992 evangelische (= 45,2 %), 4031 katholische (= 45,6 %), 810 sonstige (= 9,2 %) Einwohner                                         |
| • 2011: | 3721 evangelische (= 38,4 %), 3759 katholische (= 38,8 %), 2212 sonstige (= 22,8 %) Einwohner                                       |

## Politik

### Stadtverordnetenversammlung
Die Kommunalwahl am 14. März 2021 lieferte folgendes Ergebnis, in Vergleich gesetzt zu früheren Kommunalwahlen:
| Sitzverteilung in der Stadtverordnetenversammlung 2021Insgesamt 31 Sitze - SPD: 9 - Grüne: 4 - BL: 7 - CDU: 11 | Parteien und Wählergemeinschaften | Parteien und Wählergemeinschaften           | 2021  | 2021  | 2016  | 2016  | 2011  | 2011  | 2006  | 2006  | 2001  | 2001  |
| Sitzverteilung in der Stadtverordnetenversammlung 2021Insgesamt 31 Sitze - SPD: 9 - Grüne: 4 - BL: 7 - CDU: 11 | Parteien und Wählergemeinschaften | Parteien und Wählergemeinschaften           | %     | Sitze | %     | Sitze | %     | Sitze | %     | Sitze | %     | Sitze |
| Sitzverteilung in der Stadtverordnetenversammlung 2021Insgesamt 31 Sitze - SPD: 9 - Grüne: 4 - BL: 7 - CDU: 11 | CDU                               | Christlich Demokratische Union Deutschlands | 34,9  | 11    | 33,3  | 10    | 34,8  | 11    | 42,4  | 13    | 42,5  | 13    |
| Sitzverteilung in der Stadtverordnetenversammlung 2021Insgesamt 31 Sitze - SPD: 9 - Grüne: 4 - BL: 7 - CDU: 11 | SPD                               | Sozialdemokratische Partei Deutschlands     | 28,6  | 9     | 41,7  | 13    | 42,2  | 13    | 44,7  | 14    | 38,9  | 12    |
| Sitzverteilung in der Stadtverordnetenversammlung 2021Insgesamt 31 Sitze - SPD: 9 - Grüne: 4 - BL: 7 - CDU: 11 | BL                                | Bürgerliste Runkel                          | 24,2  | 7     | 20,8  | 7     | 17,6  | 5     | 12,9  | 4     | 14,2  | 5     |
| Sitzverteilung in der Stadtverordnetenversammlung 2021Insgesamt 31 Sitze - SPD: 9 - Grüne: 4 - BL: 7 - CDU: 11 | Grüne                             | Bündnis 90/Die Grünen                       | 12,3  | 4     | 4,2   | 1     | 5,1   | 2     | –     | –     | 4,4   | 1     |
| Sitzverteilung in der Stadtverordnetenversammlung 2021Insgesamt 31 Sitze - SPD: 9 - Grüne: 4 - BL: 7 - CDU: 11 | Linke                             | Die Linke                                   | –     | –     | –     | –     | 0,3   | 0     | –     | –     | –     | –     |
| Sitzverteilung in der Stadtverordnetenversammlung 2021Insgesamt 31 Sitze - SPD: 9 - Grüne: 4 - BL: 7 - CDU: 11 | Gesamt                            | Gesamt                                      | 100,0 | 31    | 100,0 | 31    | 100,0 | 31    | 100,0 | 31    | 100,0 | 31    |
| Sitzverteilung in der Stadtverordnetenversammlung 2021Insgesamt 31 Sitze - SPD: 9 - Grüne: 4 - BL: 7 - CDU: 11 | Wahlbeteiligung in %              | Wahlbeteiligung in %                        | 54,3  | 54,3  | 53,1  | 53,1  | 49,3  | 49,3  | 45,1  | 45,1  | 55,8  | 55,8  |

### Bürgermeister
Nach der hessischen Kommunalverfassung wird der Bürgermeister für eine sechsjährige Amtszeit gewählt, seit dem Jahr 1993 in einer Direktwahl, und ist Vorsitzender des Magistrats, dem in der Stadt Runkel neben dem Bürgermeister ehrenamtlich der Erste Stadtrat und neun weitere Stadträte angehören. Bürgermeister ist seit dem 1. September 2019 der parteiunabhängige Michel Kremer. Er setzte sich am 16. Juni 2019 in einer Stichwahl gegen den Amtsinhaber Friedhelm Bender (SPD), der sich um eine dritte Amtszeit beworben hatte, bei 61,1 Prozent Wahlbeteiligung  mit 63,3 Prozent der Stimmen durch. Bei der Bürgermeisterwahl am 11. Mai 2025 hat sich Antje Hachmann (unabhängig) klar im ersten Wahlgang durchgesetzt. Auf sie entfielen 67,6 Prozent der abgegebenen Stimmen während ihr Mitbewerber Wolfgang Ax (CDU) 32,4 Prozent erhielt. Die Wahlbeteiligung lag insgesamt bei 56,1 Prozent. Der bisherige Amtsinhaber Michel Kremer hatte seine Kandidatur zurückgezogen und dafür die Kandidatur von Hachmann, bisherige Büroleiterin der Runkeler Stadtverwaltung, unterstützt.
Amtszeiten der Bürgermeister
- 2019–2025 Michel Kremer[24]
- 2007–2019 Friedhelm Bender (SPD) (* 1955)[28]
- 1995–2007 Hans-Jürgen Heil (CDU)[28]
- 1967–1995 Herbert Klos (Freie Wähler, später SPD)[29][28]
- 1948–1967 Robert Bärenfänger[30][28]
- 1945–1948 Rudolf Amend[28]
- 1943–1945 Karl Gerhard[28]
- 1940–1943 Albert Schäfer[28]
- 1924–1940 Wilhelm Müller[28]
- 1916–1924 Karl Reymann[28]
- 1903–1916 Wilhelm Jakob Groß[28]
- 1899–1902 Friedrich Buchsieb[28]
- 1885–1898 Jakob Hardt[28]
- 1882–1884 Heinrich Bierbrauer[28]
- 1870–1881 Carl Neuber[28]
- 1867–1870 Heinrich Ebel[28]

### Hoheitssymbole

Wappen
Hissflagge
Bannerflagge
Bannerflagge mit aufgelegtem Wappen

Die Stadt Runkel führt ein Dienstsiegel, ein Wappen sowie eine Hiss- und zwei Bannerflaggen.

### Ortsvorsteher der Kernstadt
Seit den Kommunalwahlen in Hessen 2021 ist René Langrock (SPD) Ortsvorsteher des Stadtteils Runkel.

## Bauwerke

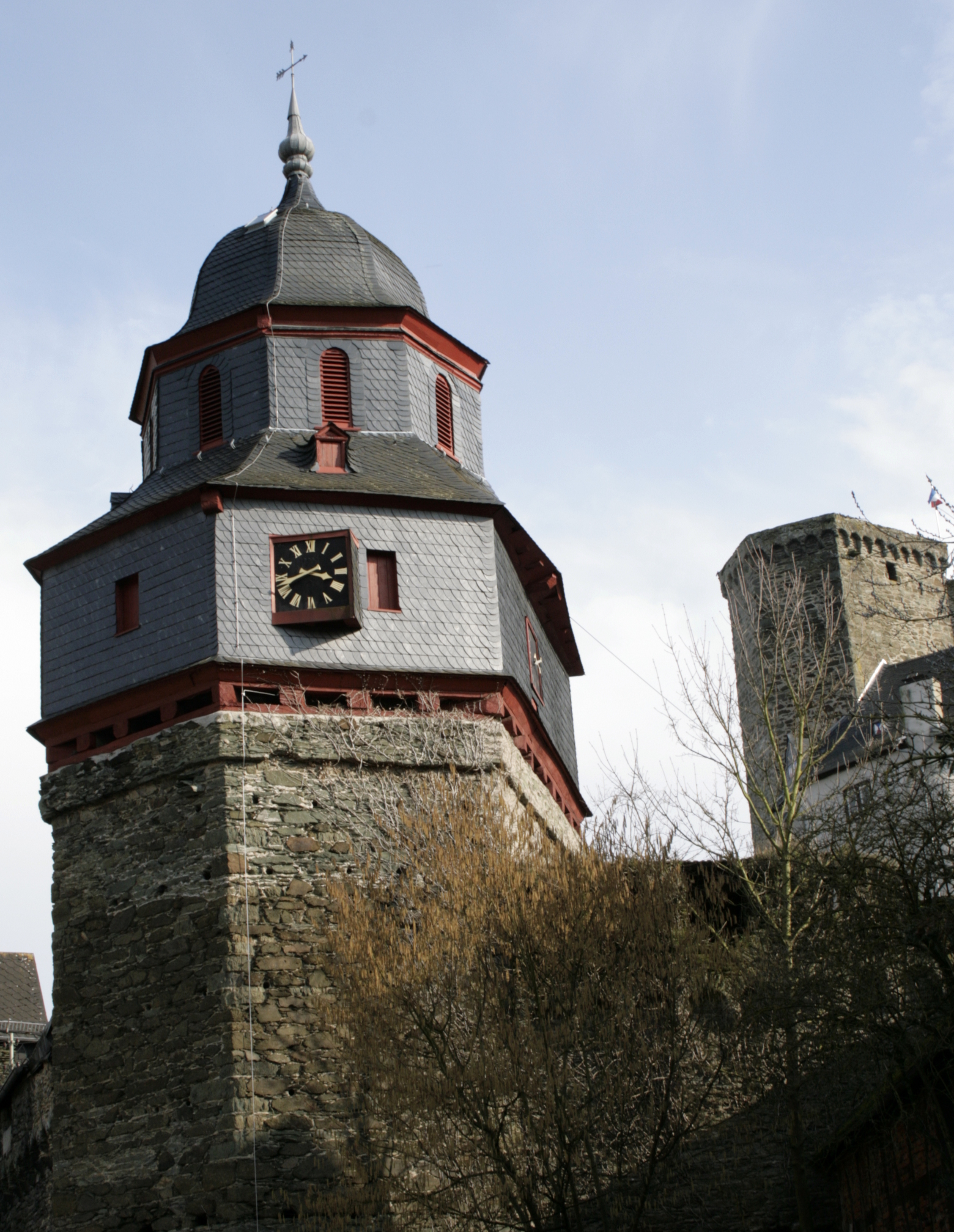
Glockenturm der evangelischen Kirche, ehemals Turm der Stadtmauer

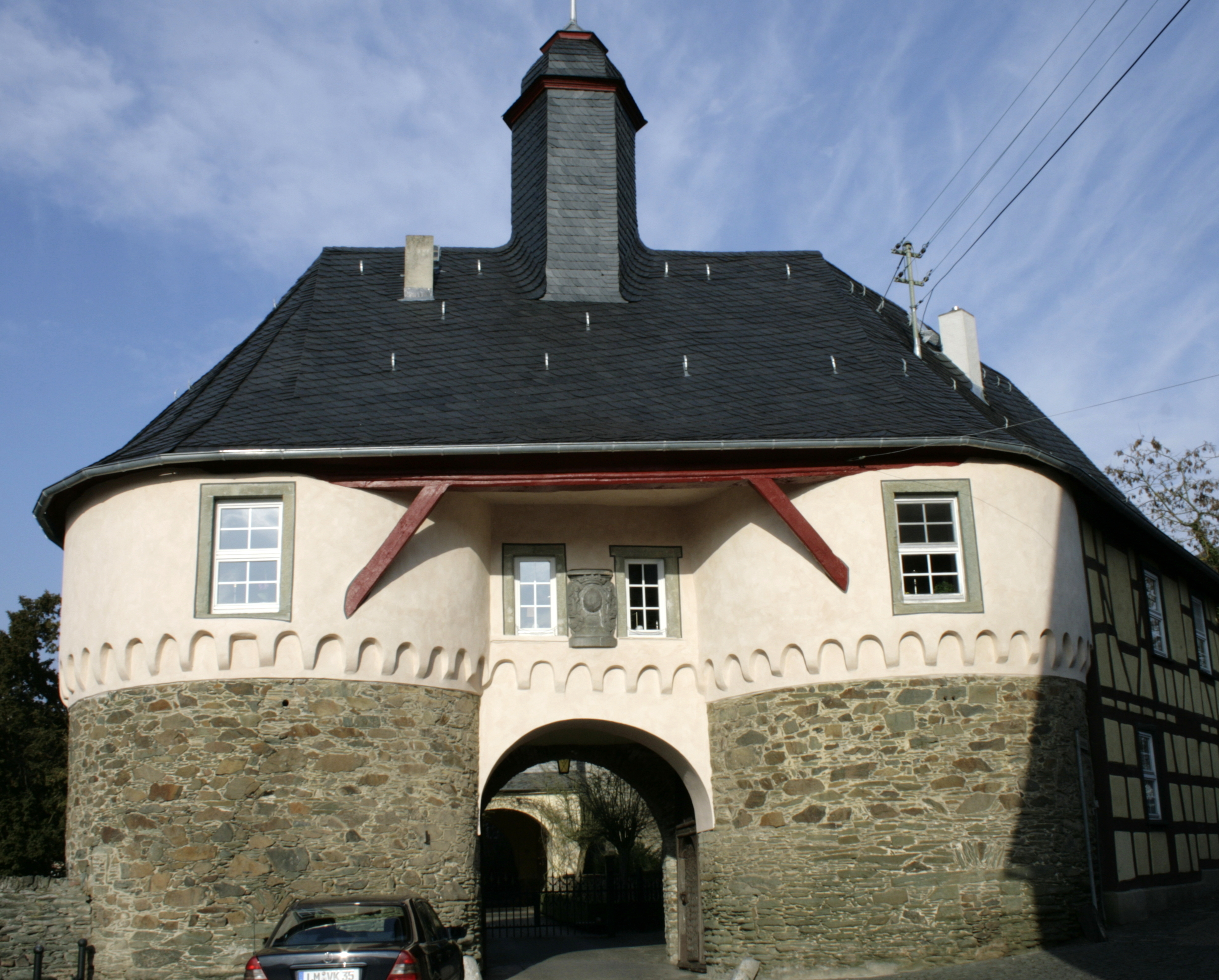
Schlosstor

- Die Ruine der Burg Runkel aus dem 12. Jahrhundert, im 14. Jh. erweitert, im Jahr 1634 zerstört. Heute ist sie im Besitz der Familie Metfried Prinz zu Wied.
- Die Fachwerkhäuser aus dem 17. und 18. Jh.
- Die steinerne Lahnbrücke aus dem 15. Jh.
- Die Burg Schadeck aus dem 13. Jh.
- Die Bannmühle wurde im Jahr 1270 von Runkel und Schadeck gemeinsam flussauf vor der Stadtmauer errichtet. Seit 1800 befindet sie sich in Privatbesitz, seit 1972 wird sie nicht mehr als Mühle, sondern mit einer Turbine zur Stromerzeugung betrieben.
- Der ehemalige Wachturm der Stadtmauer trägt heute die Glocken der evangelischen Kirche. Er wurde 1634 und 1700 durch Brände zerstört. die erste Glocke wurde 1725 aufgehängt, die jüngste 1986.
- Das Gebäude der Kirchspielschule, der ersten Runkeler Schule, stammt aus dem Jahr 1543.
- Das ehemalige Pfarrhaus wurde 1664 erbaut, ging später in Privatbesitz über und war während des Zweiten Weltkrieges Rathaus.
- Die evangelische Kirche wurde 1641 an der Stelle des im Jahr 1511 erbauten und 1634 abgebrannten Vorgängerbaus errichtet.
- Ab 1802 wurde an einem Witwensitz für die Mutter von Fürst Christian Ludwig gebaut. Als sie im folgenden Jahr starb, war lediglich das Kellergeschoss fertiggestellt. Die Bauarbeiten ruhten, bis die Stadt das Grundstück kaufte und von 1821 bis 1825 dort ein neues Schulgebäude errichtete, in dem anfangs auch ein Teil der Gemeindeverwaltung sowie ein Wachraum untergebracht waren.
- Der Burgmannen-Sitz der Freiherren Schütz von Holzhausen wurde 1424 erstmals erwähnt. Im Jahr 1651 wurde das Gebäude modernisiert. Ab 1718 war es im Besitz der Grafen von Wied und diente bis 1811 als Dienstwohnung von deren Kanzlei-Vorstehern.
- Die heutige Amtsapotheke wurde 1681 als Wohnung für einen Amtmann errichtet. 1818 kam das Sichtfachwerkgebäude in den Besitz des Apothekers.
- Das Haus der alten Lateinschule stammt aus dem Jahr 1711. Nach 1800 war es Rathaus und bis 1818 Hof-Apotheke. Später befand sich dort das Gasthaus Zur Traube.
- Das Rathaus der Stadt steht auf dem Grundstück des ehemaligen fürstlichen Orangengartens. Von 1883 bis 1887 wurde der Bau von der preußischen Provinzverwaltung als Amtsgericht erbaut. Das Rathaus befindet sich dort seit 1966.
- Das vorherige Gebäude des Amtsgerichts beherbergte kurz nach 1900 eine Brauerei und das Gasthaus Zum Adler.
- Der Brunnen an der Lahnuferstraße wurde restauriert und besteht aus einer sehr seltenen, heute nicht mehr abgebauten Sorte von Lahnmarmor.
- Der ehemalige fürstliche Viehhof mit Zehntscheune steht am Schlossplatz. Er wurde nach der Verwüstung der Stadt im Dreißigjährigen Krieg erbaut und im 19. Jahrhundert erweitert. Heute befindet sich dort das Vereinshaus.
- Das alte Rathaus steht am Ort des einstigen Amtshauses, das Graf Wilhelm IV. von Runkel-Wied im Jahr 1596 erbauen ließ und später seinem Hofarzt Ersfeld überließ. Ersfeld ließ das Gebäude nach dem Stadtbrand 1634 neu errichten, ebenso sein Sohn, der ihm nach einem weiteren Brand im Jahr 1691 im Amt nachfolgte. Von 1787 bis 1965 war es das Rathaus der Stadt. Heute befindet es sich in Privatbesitz.
- Die Alte Färberei (früher Haus Wagner) steht direkt am Lahnufer zwischen der steinernen Lahnbrücke aus dem 15. Jh. und dem sogenannten Börnchen.

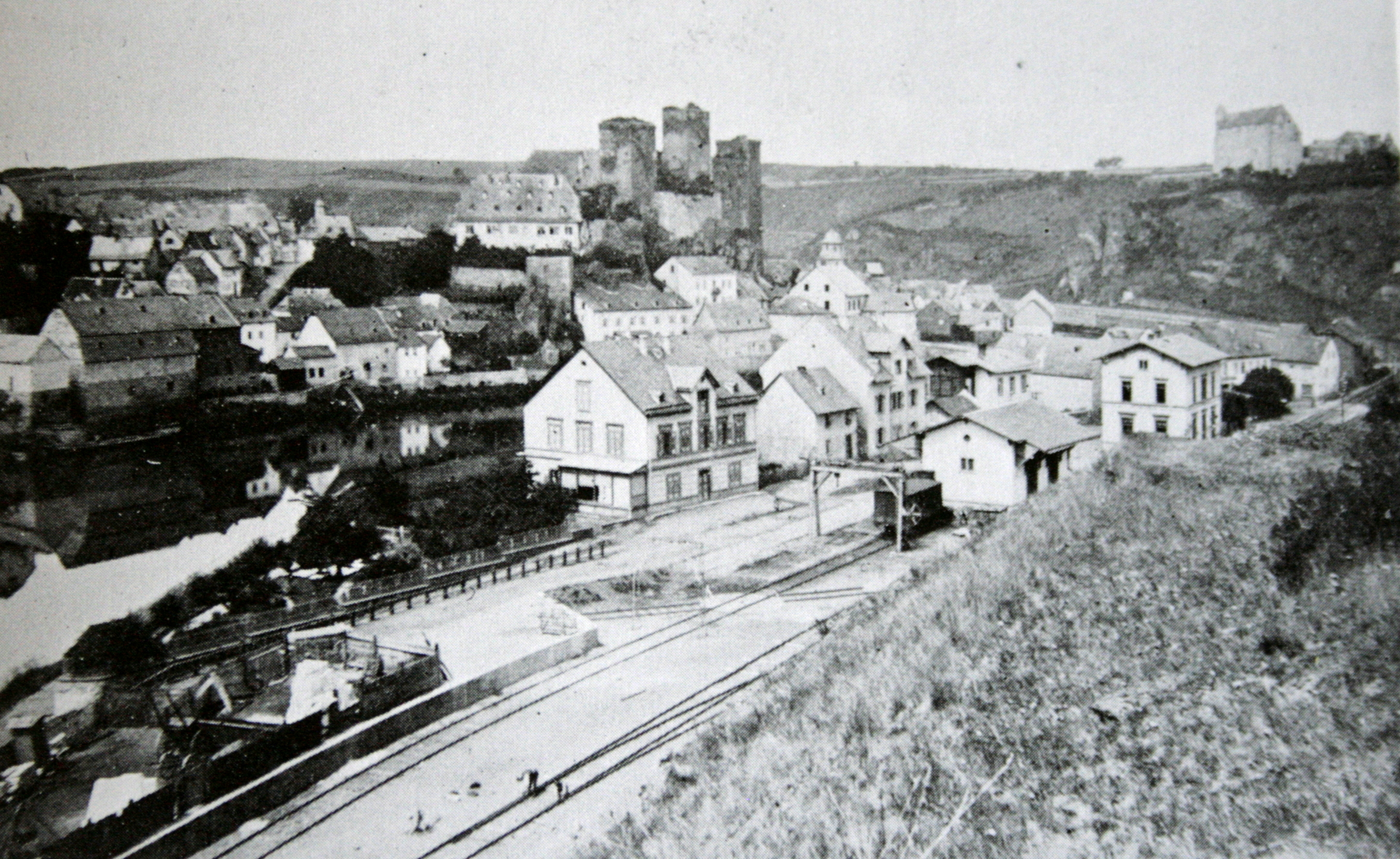
Bahnhof auf einer Aufnahme von 1897, aus Nordosten gesehen
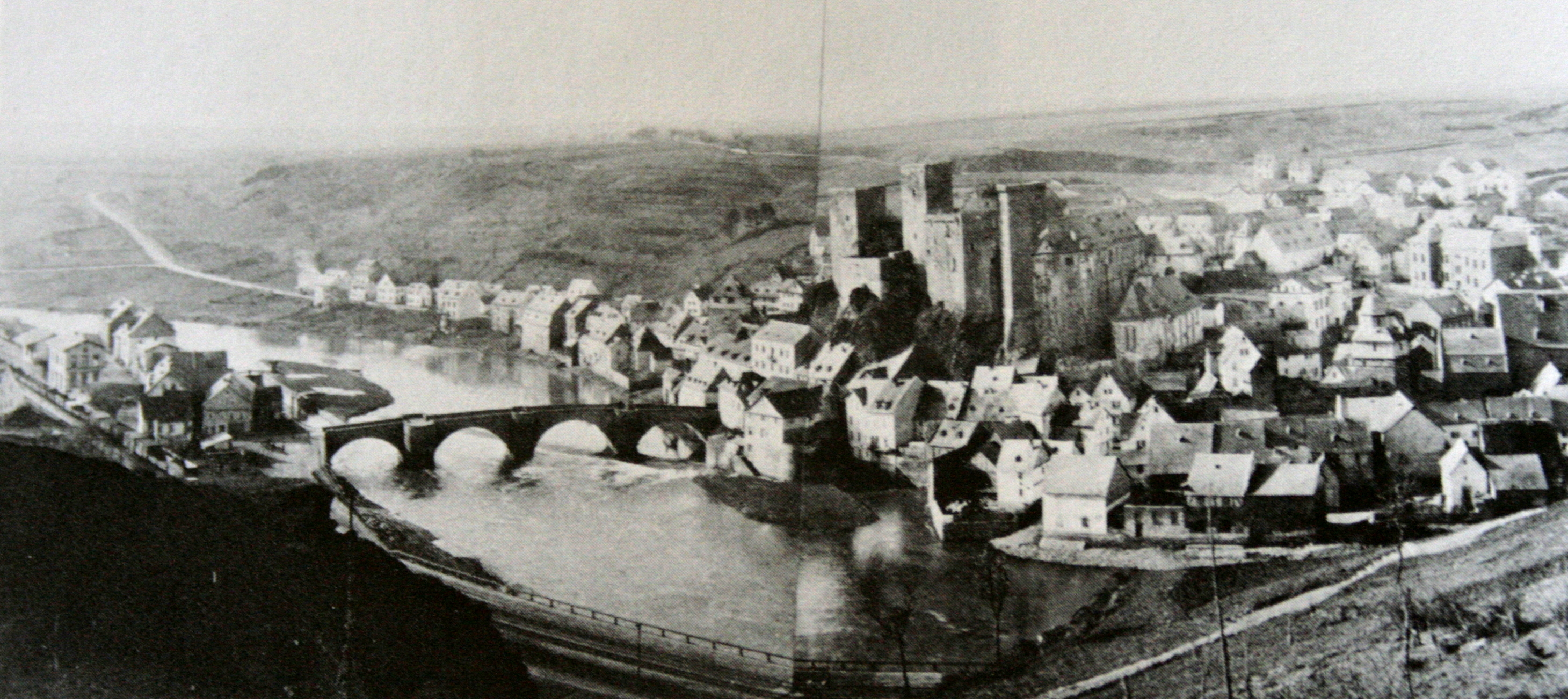
Stadt, Schloss und Brücke auf einer Aufnahme von 1885, aus Norden gesehen
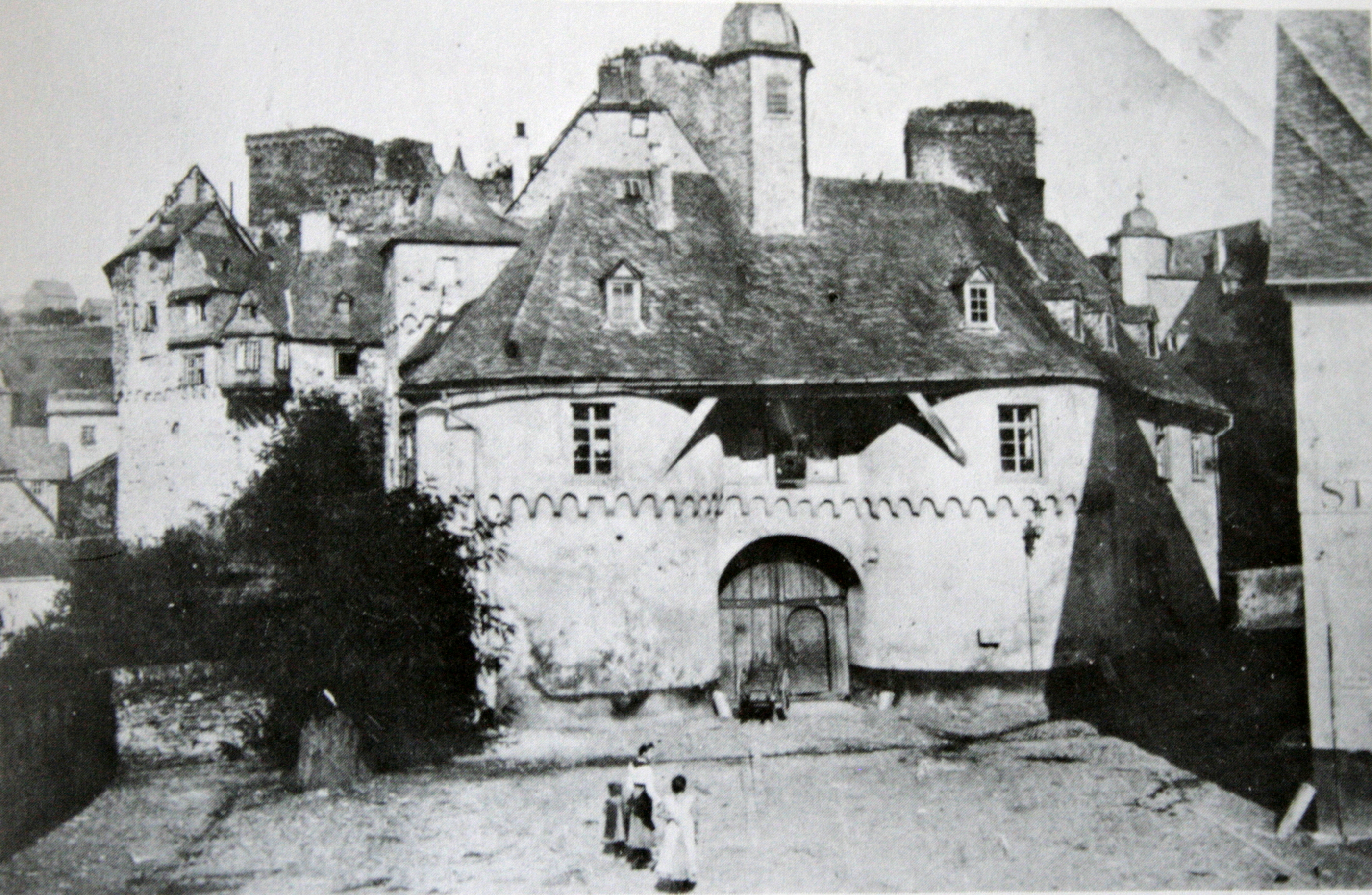
Burgtor auf einer Aufnahme von 1905

## Wirtschaft und Infrastruktur

### Verkehr
Runkel hat einen Haltepunkt an der Lahntalbahn, an dem nur Regionalbahn-Züge halten. Das Gleiche gilt für den zu Runkel gehörenden Bahnhof Kerkerbach (mit Anschlussgleis zum Steedener Kalkwerk) und den Haltepunkt Arfurt. Die Stadt Runkel liegt im Gebiet des Rhein-Main-Verkehrsverbundes. Die im Jahr 2009 mit Mitteln des Bundes und des Landes Hessen erfolgte Erneuerung der ehemaligen Kerkerbachbahn-Strecke nach Steeden ermöglicht umfangreiche Kalktransporte über die Schiene. Das Gewerbegebiet Kerkerbach kann bei Bedarf ebenfalls wieder für Güterverladungen auf der Schiene erreicht werden.
Folgende Landesstraßen queren die Stadt Runkel: L 3020 Limburg – Weilburg, L 3022 Hünfelden (Kirberg) – Waldbrunn (Hausen), L 3063 Dehrn – Usingen.
Runkel liegt am Lahntalradweg, der von der Lahnquelle im Siegerland bis zur Mündung in den Rhein verläuft. Zwischen Gießen und Limburg ist der Verlauf identisch mit dem Hessischen Radfernweg R 7. Im Jahr 2009 wurde der Lahntalradweg zum zweiten Mal vom mit vier von fünf möglichen Sternen vom ADFC als Qualitätsroute ausgezeichnet.
Die Lahn ist Bundeswasserstraße vom Badenburger Wehr bei Gießen (Lahn-km −11,075) bis zur Mündung bei Lahn-km 137,300. Die 1842 fertiggestellte Schleuse Runkel überbrückt einen Höhenunterschied von 1,24 m und muss von den Nutzern selbst bedient werden. Ab dem Hafen Dehrn (Lahn-km 70,0) beginnt die voll staugeregelte Strecke bis zur Mündung bei Lahnstein.

### Bildung
In Runkel befindet sich die Johann-Christian-Senckenberg-Schule. Dieses ist eine Grundschule mit Eingangsstufe und Integrierte Gesamtschule. Sie wurde nach dem deutschen Arzt und Stifter Johann Christian Senckenberg benannt. Auf Vorschlag von Schülerinnen und Schülern der Schule wurde am 17. November 2020 ein Asteroid nach Runkel benannt: (501132) Runkel.
Weiterhin bestehen Grundschulen in Arfurt, Dehrn und Steeden.
Schüler aus Runkel besuchen darüber hinaus die Gymnasien in Limburg und Weilburg.

### Kultur
Seit 2023 findet in der Stadthalle Runkel zwischen Weihnachten und Silvester das No-Sleep-After-X-Mas Festival statt. Bei dem Festival treten internationale Bands aus den Genres Power Metal, Folk Metal/Pagan Metal, MeloDeath und Symphonic Metal auf.

### Öffentliche Einrichtungen

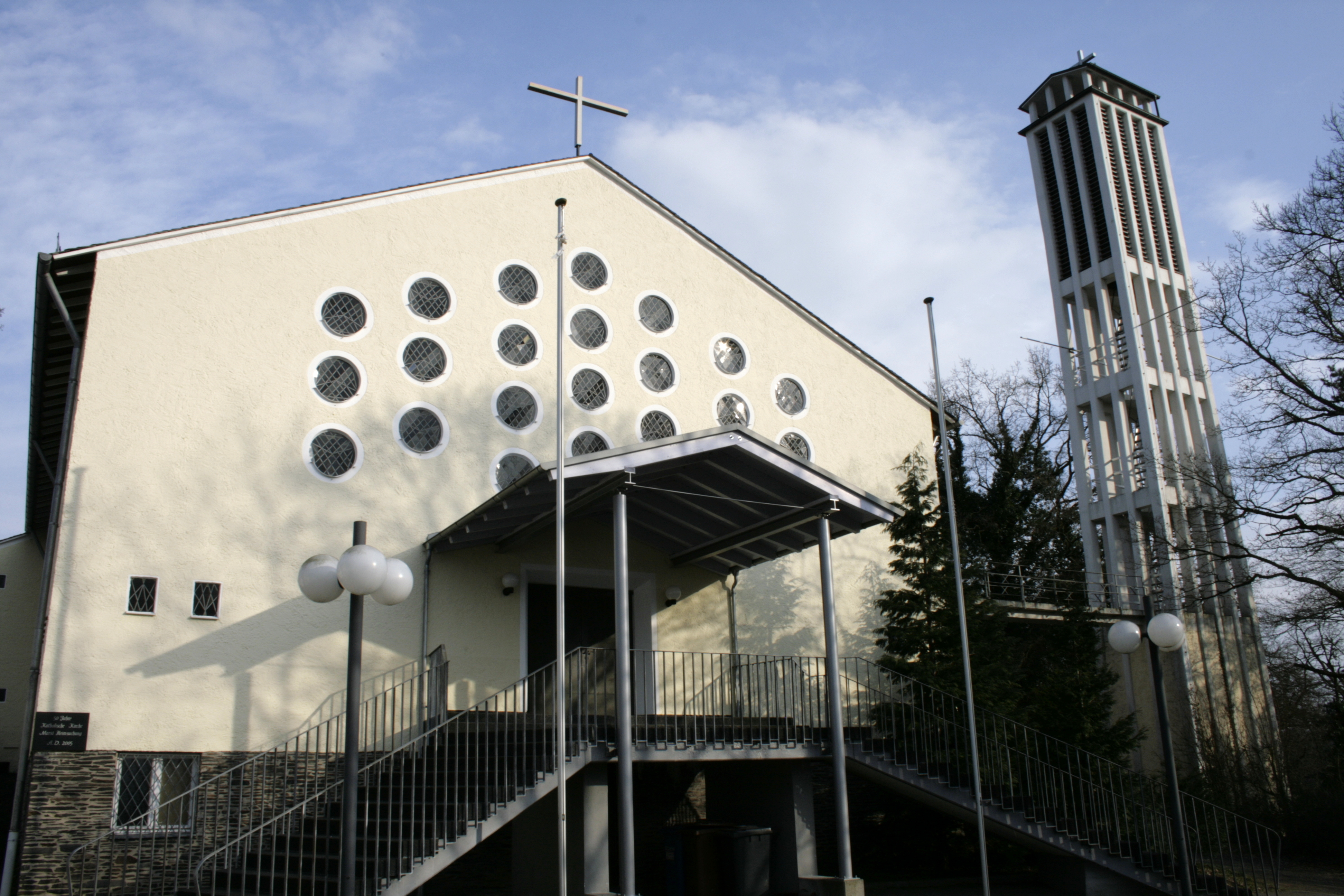
Katholische Kirche „Mariä Heimsuchung“

- evangelische Kindertagesstätte „Pusteblume“ Runkel
- katholischer Kindergarten „St. Michael“ Arfurt
- katholischer Kindergarten „St. Nikolaus“ Dehrn
- Kindergarten „Regenbogenland“ Ennerich
- Kindertagesstätte „Konfetti“ Steeden
- Kindergarten „Wirbelwind“ Wirbelau
- Freiwillige Feuerwehr Runkel, gegr. 1925 (seit 1. Mai 1981 mit Jugendfeuerwehr)
- Freiwillige Feuerwehr Arfurt, gegr. 1901 (seit 1. März 1999 mit Jugendfeuerwehr)
- Freiwillige Feuerwehr Dehrn, gegr. 1898 (seit 1. Januar 1969 mit Jugendfeuerwehr und seit 2008 mit Blasorchester)
- Freiwillige Feuerwehr Ennerich, gegr. 1934 (seit 3. August 1984 mit Jugendfeuerwehr)
- Freiwillige Feuerwehr Eschenau, gegr. 1934 (seit 12. Mai 2001 mit Jugendfeuerwehr)
- Freiwillige Feuerwehr Hofen, gegr. 1934 (seit 13. August 1992 mit Jugendfeuerwehr)
- Freiwillige Feuerwehr Schadeck, gegr. 1933 (seit 26. Juni 1993 mit Jugendfeuerwehr)
- Freiwillige Feuerwehr Steeden, gegr. 1934 (seit 29. November 1975 mit Jugendfeuerwehr)
- Freiwillige Feuerwehr Wirbelau, gegr. 1934 (seit 9. Januar 1981 mit Jugendfeuerwehr)

Die öffentlich-rechtlichen Feuerwehren Runkel und Schadeck schlossen sich zum 15. September 2012 zusammen. Die Feuerwehrvereine existieren weiter in ihrer bisherigen Form.

## Persönlichkeiten
- Oscar Achenbach (1868–1935), Porträt- und Landschaftsmaler sowie Grafiker; lebte und arbeitete nach dem Ersten Weltkrieg in Runkel
- Rudolf Amend (1891–1968), Mitglied der Verfassungberatenden Landesversammlung Groß-Hessen und Bürgermeister von Runkel 1945–1948 (CDU)
- Rudolf Bierbrauer (1884–1937), Ingenieur und Abgeordneter des Provinziallandtages der Provinz Hessen-Nassau
- Heinz Decker (1928–2014), Nematologe und Hochschullehrer
- Carl Hemming (1867–≈1933), Dekorationsmaler und Politiker (DVP)
- Bernd Hölzenbein (1946–2024), Fußballspieler[34]
- Christian Kremp (1843–1920), im Ortsteil Ennerich geborener Instrumentenbauer
- Johannes Lang (* um 1620), Schneider und Gegner der Hexenverfolgung